# Luigi Valadier
Luigi Valadier (1726 Řím – 1785 tamtéž) byl italský zlatník a klenotník.
Byl synem provensálského stříbrotepce a otec architekta Valadiera. Dostával zakázky od papežů, ale i dalších italských a zahraničních zákazníků. Roku 1770 pracoval na hlavním oltáři katedrály v Monreale, u Palerma.
Jeho život skončil roku 1785 tragicky: během práce na zvonici Svatopetrské baziliky spáchal sebevraždu v Tibeře.